# ミッドサマー・ノートン (小惑星)
ミッドサマー・ノートン (9767 Midsomer Norton) は、小惑星帯から大きくはみ出す楕円軌道を回っている小惑星である。太陽からの距離は遠日点で木星と、近日点で火星と同じくらいになる。また、木星とは公転周期がほぼ1:2の軌道共鳴の関係にある。イギリス人の天文学者ダンカン・スティールがオーストラリアのサイディング・スプリング天文台で発見した。
発見者の故郷である、イングランド南西部のバース・アンド・ノース・イースト・サマセットの小都市、ミッドサマー・ノートンに因んで名付けられた。